# Боровский, Тадеуш (актёр)
Таде́уш Боро́вский (пол. Tadeusz Borowski; 9 июля 1941 — 4 марта 2022) — польский актёр театра, кино и телевидения.

## Биография
Родился 9 июля 1941 года в оккупированной немецкими фашистами Варшаве. В 1963 году окончил Высшую театральную школу в Варшаве. Выступал на сценах театров Гданьска, Люблина и Варшавы. С 1972 года работал в театре имени Стефана Ярака в Варшаве. Дебютировал в кино в 1965 году («Банда»).
Скончался 4 марта 2022 года в возрасте 80 лет.

## Избранная фильмография

### Актёр
- 1965 — Банда / Banda
- 1970 — Кардиограмма / Kardiogram — доктор Адам Равич
- 1971 — Эпидемия / Zaraza — доктор Адам Равич
- 1972 — Коперник / Kopernik
- 1972 — С другой стороны радуги / Z tamtej strony tęczy
- 1973 — Бракоразводный процесс / Scheidungsprozeß — Янек (Германия, ТВ)
- 1974 — Расследование / Śledztwo — Грегори, инспектор Скотланд Ярда (ТВ)
- 1974 — Помни имя своё / Zapamiętaj imię swoje — Эугениуш Трущинский (Гена Воробьёв) (СССР—Польша)
- 1974 — За часом час / Godzina za godziną — Павел
- 1975 — / Dyrektorzy — Александр Шиманек (сериал)
- 1975 — Ярослав Домбровский / Jarosław Dąbrowski — Теофил (СССР—Польша)
- 1976 — 1977 — Особые приметы / Znaki szczególne — Здислав Рудник (сериал)
- 1976 — Где вода чиста и трава зелена / Gdzie woda czysta i trawa zielona — секретарь Курята
- 1977 — Знак орла / Znak orła (сериал)
- 1978 — Похороны сверчка / Pogrzeb świerszcza — Роман
- 1979 — Секрет Энигмы / Sekret Enigmy — Марян Рейевский
- 1979 — Взбесившийся / Wściekły — инженер Рудник
- 1980 — Зелёная птица / Der grüne Vogel (Германия)
- 1980 — 2000 — Дом / Dom — декан филологического факультета Варшавского университета (сериал)
- 1981 — Большой пикник / Wielka majówka — инженер
- 1983 — Если мы найдем друг друга / Jeśli się odnajdziemy — Войцех Брозинский
- 1983 — 1987 — / Blisko, coraz bliżej — Казимеж Боруцкий (сериал)
- 1985 — Ох, Кароль! / Och, Karol — Тадек
- 1985 — Райская яблоня / Rajska jabłoń — доктор
- 1986 — Маскарад / Maskarada
- 1992 — Конец игры / Koniec gry — психоаналитик
- 1993 — Польская кухня / Kuchnia polska — Степиньский (мини-сериал)
- 1995 — Тысячи / Les Milles — архитектор Бернар Зиппер (Франция—Германия—Польша)
- 1995 — Экстрадиция / Ekstradycja 2 — Bankowiec 1 (мини-сериал)
- 1995 — Молодые волки / Młode wilki — Буковский
- 1997 — Марион из Фауэ / Marion du Faouët — виконт (Франция—Польша, ТВ)
- 1997 — Проститутки / Prostytutki — таксист
- 1999 — н. в. — В добре и в зле / Na dobre i na złe — Юлиан Запала (сериал)
- 2000 — н. в. — «Л» значит Любовь / M jak miłość — доктор Семяш (сериал)
- 2002 — Шопен. Желание любви / Chopin. Pragnienie miłości — доктор Санчес
- 2005 — 2009 — Няня / Niania — доктор (сериал)
- 2007 — Ханя / Hania — отец Войтка
- 2008 — н. в. — Отец Матфей / Ojciec Mateusz — профессор Адам Котонский (сериал)
- 2009 — Балладина / Balladyna — доктор
- 2012 — Штрих 2 / Sztos 2
- 2012 — н. в. — Врачи / Lekarze — профессор Станислав Мих (сериал)

## Награды
- 1976 — Государственная премия РСФСР имени братьев Васильевых — за исполнение роли Эугениуша Трущиньского в фильме «Помни имя своё»)
- 1978 — Серебряный Крест Заслуги (Польша)
- 1988 — заслуженный деятель культуры Польши
- 2003 — орден Возрождения Польши